# Wołodymyr Parasiuk
Wołodymyr Zinowijowycz Parasiuk, ukr. Володимир Зіновійович Парасюк (ur. 9 lipca 1987 w miejscowości Majdan) – ukraiński aktywista polityczny, sotnik Euromajdanu, deputowany VIII kadencji.

## Życiorys
Po skończeniu szkoły średniej podejmował studia na Politechnice Lwowskiej, następnie na kierunkach elektronika i ekonomia na Uniwersytecie Lwowskim, nie kończąc żadnego z nich. Pracował w firmie budowlanej, później zajął się prowadzeniem własnej lokalnej działalności gospodarczej (montaż okien, usługi rejestrowania obrazu).
Stał się jednym z aktywistów Euromajdanu, protestów z lat 2013–2014 skierowanych przeciwko rządom Wiktora Janukowycza, w trakcie których jako sotnik zajmował się pilnowaniem porządku. Powszechną rozpoznawalność i popularność zyskał swoim wystąpieniem na ustawionej na Majdanie Niezależności scenie z 21 lutego 2014. Przerwał wówczas wystąpienie liderów opozycji prezentujących wyniki negocjacji z prezydentem, który zgodził się na przedterminowe wybory w grudniu tegoż roku. Wołodymyr Parasiuk przejął mikrofon, po czym wygłosił emocjonalne przemówienie. Oskarżył w nim politycznych przywódców protestów, że „ściskają dłoń mordercy”, zażądał postawienia Wiktorowi Janukowyczowi ultimatum podania się do dymisji do godziny 10:00 następnego dnia, zapowiadając w braku takich działań sięgnięcie po broń. Przemówienie to zostało entuzjastycznie przyjęte przez zgromadzony pod sceną, a jego autor przez wspierające protesty media określony mianem bohatera, który przyczynił się do przyspieszenia podjęcia przez Wiktora Janukowycza decyzji o opuszczeniu Kijowa.
Po wybuchu konfliktu na wschodniej Ukrainie dołączył do batalionu „Dnipro-1”, utworzonego w ramach Specjalnych Pododdziałów Ochrony Porządku Publicznego na Ukrainie. Brał udział w działaniach zbrojnych pod Iłowajśkiem, w trakcie których został ranny.
Wystartował następnie w przedterminowych wyborach parlamentarnych jako kandydat niezależny w jednym z okręgów obwodu lwowskiego. W wyniku głosowania z 26 października 2014 uzyskał mandat posła do Rady Najwyższej z jednym z najlepszych wyników indywidualnych w kraju.